# ألونزو جي. ديكر جونيور
ألونزو جي. ديكر جونيور (بالإنجليزية: Alonzo G. Decker, Jr.)‏ هو مهندس أمريكي، ولد في 1908، وتوفي في 2002.